# Vito Lattanzio
Vito Lattanzio (né le 31 octobre 1926 à Bari et mort dans la même ville le 31 octobre 2010) est un homme politique italien.

## Biographie
Il est vice-président de la IXe législature de la République italienne entre 1983 et 1987, membre du parti de Démocratie chrétienne.